# Fire (canção de Jimi Hendrix)
"Fire" é uma canção composta e gravada originalmente pelo guitarrista americano Jimi Hendrix, e lançada em seu álbum Are You Experienced, de 1967, com sua banda, The Jimi Hendrix Experience. Uma remixagem em estéreo do mesmo ano foi lançada posteriormente como single em 1969, fora dos EUA e Canadá, sob o nome de "Let Me Light Your Fire". Uma das canções mais executadas de Hendrix, a faixa já foi incluída em diversas coletâneas do músico, incluindo Jimi Hendrix: The Ultimate Experience. A banda de Hendrix frequentemente abria seus shows ao vivo com esta canção.
Apesar das conotações sexuais de sua letra, a canção teve uma origem relativamente inócua: durante uma véspera de Ano Novo, na Inglaterra, após um show da banda, o baixista da Experience Noel Redding teve a idéia de convidar Jimi e Cathy, sua namorada, para passar a virada do ano na casa de sua mãe. Lá, Jimi teria perguntado à mãe de Redding se poderia ficar ao lado de sua lareira para se aquecer (o "fogo", fire em inglês, que Jimi pede para ficar ao lado, na letra da canção), ao que ela concordou; no caminho, no entanto, estava o cão da senhora, um dogue alemão - de onde veio o verso "Aw, move over, Rover, and let Jimi take over...".
Originalmente a versão da canção no álbum continha um solo de guitarra muito curto e simples, porém após diversas performances ao vivo Jimi a expandiu consideravelmente. A canção também conta com uma parte de bateria virtuosíssima, executada por Mitch Mitchell.
A canção foi gravada e tocada posteriormente por diversos músicos, desde Alice Cooper até a banda The Hamsters. Uma das versões mais conhecidas, no entanto, é a da banda californiana Red Hot Chili Peppers. O grupo tocava a canção desde março de 1983, bem no seu início, e jamais a tirou de seu repertório. Durante as sessões de gravações do álbum Freaky Styley a canção foi gravada porém não entrou para o álbum, e acabou sendo lançada como lado B de alguns dos singles da banda. Quando o guitarrista original da banda, Hillel Slovak, morreu, em 1988, a gravação da canção foi acrescentada, como um tributo ao músico, no novo álbum da banda, Mother's Milk, lançado em 1989.
Uma versão ao vivo da canção está disponível em download para o jogo eletrônico Guitar Hero: World Tour.